# Solomon Habte
Pour les articles homonymes, voir Habte.
Solomon Habte Abrha (né le 11 novembre 1990, à Asmara) est un coureur cycliste d'origine érythréenne, naturalisé soudanais en 2016.

## Biographie
En 2012, Solomon Habte se distingue en remportant une Tour du Rwanda devant Merhawi Kudus. Il termine également cette course à la dixième place du classement général. Trois ans plus tard, il se classe quatrième du championnat d'Érythrée du contre-la-montre.
Naturalisé soudanais en 2016, il représente son nouveau pays à l'occasion des championnats d'Afrique, au mois de février.

## Palmarès
- 2012
  - 5e étape du Tour du Rwanda

## Classements mondiaux
| Année           | 2012 | 2013 |
| --------------- | ---- | ---- |
| UCI Africa Tour | 97e  | 144e |